# V žáru noci
V žáru noci (v anglickém originále In the Heat of the Night) je americký film z roku 1967 režírovaný Normanem Jewisonem a produkovaný společností United Artists. Jde o krimi zasazené do jižanského prostředí, které krom vyšetřovaného případu zobrazuje i problém rasismu. Hlavní role vyšetřujících policistů ztvárnili Sidney Poitier a Rod Steiger. Film získal v roce 1968 Oscara za nejlepší film a jeho tvůrci si odnesli i další čtyři sošky Akademie: Rod Steiger za nejlepší mužský herecký výkon v hlavní roli, Stirling Silliphant za nejlepší adaptovaný scénář (adaptoval stejnojmennou knihu Johna Balla) a dále film získal Oscara za střih a zvuk. Snímek dostal i Zlatý globus v kategorii drama, stejnou cenu obdrželi opět i scenárista a Steiger. Ten bral za svůj herecký výkon i New York Film Critics Circle Award a Filmovou cenu Britské akademie. K oceňovaným aspektům filmu patří i hudba Quincyho Jonese, jeho titulní píseň nazpíval Ray Charles (byla nominována na Grammy). Úspěch filmu vedl ke dvěma sequelům a stejnojmennému televiznímu seriálu, který byl natáčen v letech 1988 až 1995. Větu "They call me Mister Tibbs!", kterou ve filmu vyslovuje černošský vyšetřovatel Virgil Tibbs, vyhlásil Americký filmový institut roku 2005 za 16. nejproslulejší filmovou hlášku. Deník The New York Times zařadil snímek v roce 2003 mezi 100 nejlepších filmů všech dob.

## Děj
Bohatý průmyslník Phillip Colbert navštíví městečko Sparta v Mississippi, aby zkontroloval stavbu své továrny. Pozdě v noci objeví policista Sam Wood Colbertovo zavražděné tělo ležící na ulici. Wood najde na vlakovém nádraží Virgila Tibbse, černocha s tlustou peněženkou, a zatkne ho. Policejní šéf Bill Gillespie ho obviní z vraždy a loupeže, ale brzy zjistí, že Tibbs je špičkový detektiv oddělení vražd z Filadelfie, který projížděl městem po návštěvě své matky. Tibbs chce odjet z města dalším vlakem, ale jeho šéf ve Filadelfii mu navrhne, aby zůstal ve Spartě a pomohl Gillespiemu s vyšetřováním vraždy. Ačkoli je Gillespie, stejně jako mnoho bílých obyvatel Sparty, rasista, souhlasí se spoluprací, neboť cítí, že vražda vlivného muže pro něj může být příliš velkým soustem.
Tibbs prozkoumá mrtvé tělo a dojde k závěru, že k vraždě došlo mnohem dříve než se domníval policejní lékař, že vrah byl pravák a že oběť byla zabita jinde než v místě nálezu.
Gillespie zatkne dalšího podezřelého, Harveyho Obersta. Policie ho plánuje zbít, aby z něj vymámila přiznání, ale Tibbs odhalí, že Oberst je levák a má svědky, kteří potvrdí jeho alibi. Frustrovaná neschopností místní policie Colbertova vdova vyhrožuje, že zastaví výstavbu továrny, pokud vyšetřování nepovede Tibbs. Tím jsou odraženy námitky předních občanů města proti jeho vměšování.
Tibbs zpočátku podezřívá bohatého majitele plantáže Erica Endicotta, rasistu a nejmocnějšího občana Sparty, který se veřejně postavil proti Colbertově nové továrně. Když ho Tibbs začne vyslýchat, Endicott mu dá facku, na což Tibbs odpoví tím, že mu facku oplatí. Kvůli tomu za ním ponížený Endicott pošle posléze gang násilníků. Gillespie Tibbse zachrání a řekne mu, že bude pro něj lepší, když opustí město. Tibbs je ale odhodlaný zůstat a případ vyřešit.
Tibbs pak požádá policistu Wooda, aby s ním a Gillespiem zopakovali cestu jeho hlídkového vozu během noci, kdy došlo k vraždě. Přitom objeví nesrovnalost. Wood lhal o své trase, neboť se rád projížděl kolem domu šestnáctileté Delores Purdyové, která záměrně chodí nahá s rozsvícenými světly. Gillespie pojme vůči Woodovi silné podezření, které zesílí, když zjistí, že den po vraždě vložil na svůj bankovní účet 632 dolarů. Wooda zatkne, navzdory Tibbsovým protestům, který nevěří, že Wood je vrahem. Poté Tibbs Woodovu nevinu prokáže. Deloresin starší bratr Lloyd je z toho ale rozčilen a přivede sestru na policejní stanici, aby Wooda obvinila ze znásilnění. Když Tibbs trvá na tom, že bude přítomen během výslechu Delores, rasistický Lloyd je uražen, že během jejího výslechu je přítomen černoch. Brzy poté shromáždí lynčující dav, aby na Tibbse zaútočil.
Tibbs mezitím zjistí, že Delores je těhotná a chystá se tajně na potrat. Najde u ní sto dolarů a pochopí, že jí je dal její jinak chudý přítel Ralph Henshaw, který se tak pro něj ihned stane hlavním podezřelým z vraždy Colberta, jehož měl zavraždit právě kvůli zisku oněch sta dolarů. Tibbs Ralpha konfrontuje, ale v tu chvíli dorazí rasistický dav vedený Deloresiným bratrem Lloydem. Tibbs Lloyda přesvědčí, že hlavní zápletkou je chystaný potrat jeho sestry. Lloyd pochopí, že Tibbs má pravdu. Ralph, který je zahnán do kouta, Loyda zastřelí. Tibbs ho pak odzbrojí a zatkne. Ralph se následně přizná i k zabití Colberta. Vysvětluje, že Colberta chtěl nejdříve požádat o práci, a když ho odmítl, omráčil ho a okradl; vraždit nechtěl.
Tibbs pak odjíždí na nádraží, aby chytil vlak do Filadelfie. Gillespie se s ním loučí a je zjevné, že vůči němu získal respekt a sympatie, které vyjádří slovy "Dávej na sebe pozor, rozumíš?" ("You take care, you hear?"). Tibbs chápavě odpovídá, že rozumí.

## Zajímavosti
Film se natáčel v městečku Sparta v Illinois. V předloze se hovoří o městečku Wells v Jižní Karolíně, ale když filmaři našli lokaci v Illinois, nechali filmové město nazvat Sparta, aby mohli použít místní polepy policejních vozů, orientační cedule a jiné reálie. Zasadili přitom město do státu Mississippi. Teprve později se filmaři dozvěděli, že v Mississippi městečko Sparta opravdu existuje a dodnes se mnozí mylně domnívají, že se zde film natáčel. Kromě Sparty v Illinois se natáčelo i v dalších illinoiských městech Chester (scéna honičky Harveyho Obersta) a Freeburg (Comptonova restaurace).
Kameraman Haskell Wexler použil úplně nový typ svícení při snímání černošského herce Poitiera. Uvědomil si, že tradiční hollywoodské svícení vede k příliš mnoha odleskům na tmavé pleti. Nový typ svícení černošských herců se stal novým standardem a vedl k tomu, že se s nimi bělošští diváci mohli snadněji identifikovat a cítit k nim sympatie.
Vcelku proslavenou scénu, kdy Tibbs oplatí vyslýchanému jeho facku, vymyslel na place Poitier, v knižní předloze není.
Slavná hláška "They call me Mister Tibbs!" má tento kontext: Gillespie zjistí, že se Tibbs jmenuje křestním jménem Virgil, což ho pobaví a řekne: "To je legrační jméno pro černýho kluka z Filadelfie! Jak vám tam nahoře říkají?". Načež Tibbs tvrdě odpoví: "Říkají mi pane Tibbsi!".